# SuperDisk

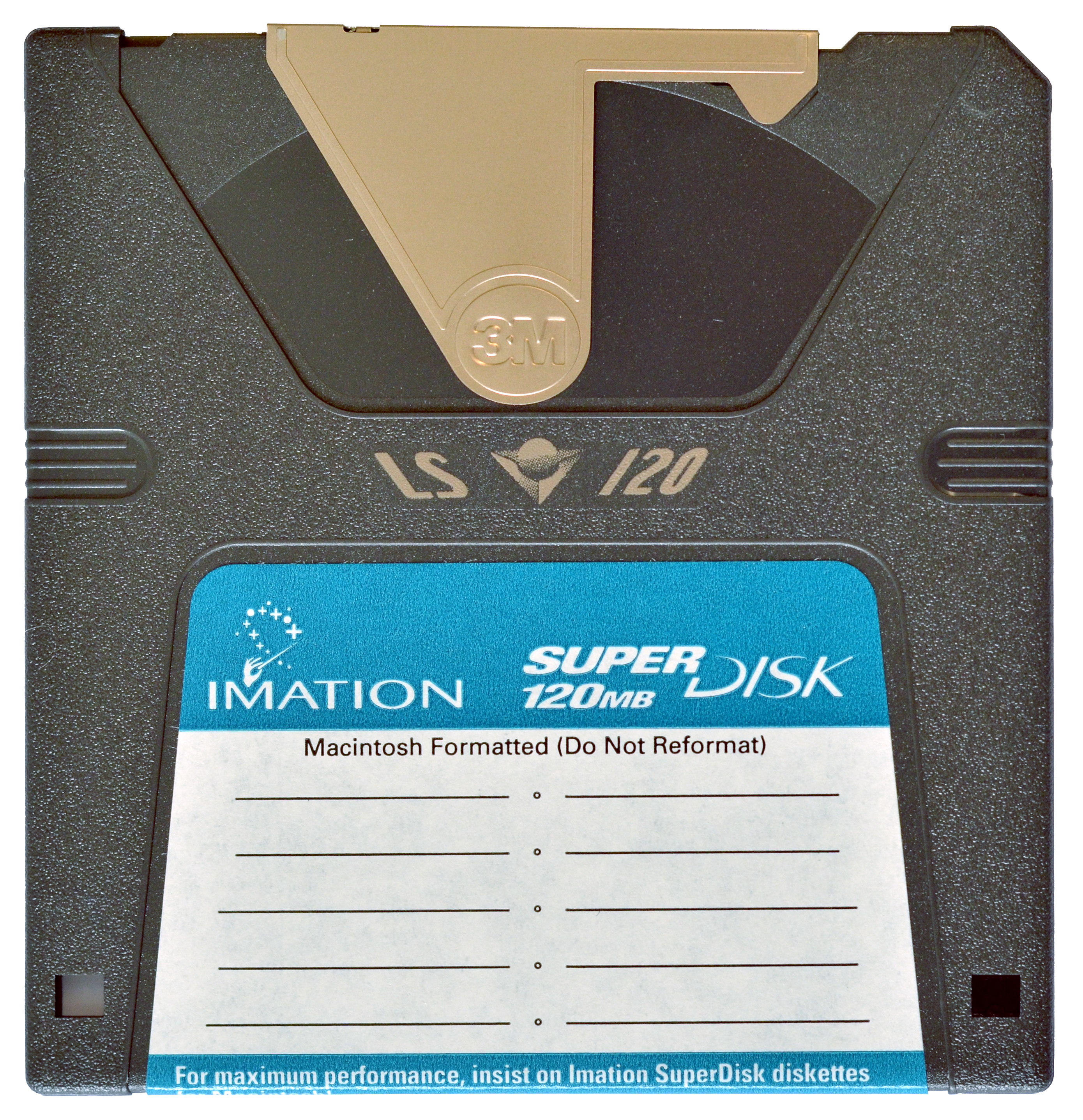
Um disco LS-120

O SuperDisk é um formato de disco opto-magnético criado pela divisão de armazenamento da 3M, mais tarde conhecida como Imation. Sua capacidade original era de 120MB, mas teve uma extensão para 240MB. Sua vantagem sobre os formatos de discos removíveis concorrentes era o suporte aos disquetes de 1,44MB e 720KB.
Apesar disso o SuperDisk caiu em desuso por existirem alternativas mais baratas ou práticas, como as gravadoras de CD-R/RW, DVD-R/RW/RAM e discos USB (popularmente conhecidos como Pen Drives.